# Зимни олимпийски игри 2034
XXVII зимни олимпийски игри са Зимни олимпийски игри, които се планира да бъдат проведени от 10 до 26 февруари 2034 г. За домакин е избран Солт Лейк Сити, Юта, САЩ. Домакинът е избран по време на 142-рата сесия на МОК няколко дни преди началото на Летни олимпийски игри 2024.
Това ще са петите зимни олимпийски игри, проведени в САЩ (от общо десет зимни и летни). Солт Лейк Сити вече е бил домакин на зимните олимпийски игри през 2002 година и по този ще стане петият град домакин на зимни олимпийски игри повече от веднъж след Санкт Мориц (1928, 1948), Инсбрук (1964, 1976) и Кортина д'Ампецо (1956, 2026 (заедно с Милано).
Игрите отново ще се проведат само в един град домакин след игрите в Пекин през 2022.